# Menophra uniformis
Menophra uniformis là một loài bướm đêm trong họ Geometridae.